# Delaplaine (Arkansas)
Delaplaine es un pueblo ubicado en el condado de Greene en el estado estadounidense de Arkansas. En el Censo de 2010 tenía una población de 116 habitantes y una densidad poblacional de 40,42 personas por km².

## Geografía
Delaplaine se encuentra ubicado en las coordenadas 36°13′50″N 90°43′33″O / 36.23056, -90.72583. Según la Oficina del Censo de los Estados Unidos, Delaplaine tiene una superficie total de 2.87 km², de la cual 2.87 km² corresponden a tierra firme y (0%) 0 km² es agua.

## Demografía
Según el censo de 2010, había 116 personas residiendo en Delaplaine. La densidad de población era de 40,42 hab./km². De los 116 habitantes, Delaplaine estaba compuesto por el 98.28% blancos, el 0% eran afroamericanos, el 0% eran amerindios, el 0% eran asiáticos, el 0% eran isleños del Pacífico, el 0% eran de otras razas y el 1.72% pertenecían a dos o más razas. Del total de la población el 1.72% eran hispanos o latinos de cualquier raza.